# Église Saint-Georges de Lyon
Pour les articles homonymes, voir Église Saint-Georges.
L'église Saint-Georges de Lyon est un lieu de culte catholique situé dans l'ensemble de quartiers qualifiés de Vieux Lyon. Cette église dépend de la paroisse de la primatiale Saint-Jean de Lyon. Elle est dédiée au saint chrétien Georges de Lydda.
La seconde église, fondée par Leidrade, a donné son nom au quartier environnant. L'édifice actuel, de style néogothique, fut construit par l'architecte Pierre Bossan en 1844-1845. 

## Localisation
L'église Saint-Georges est située entre le quartier de la Quarantaine et le quartier Saint-Jean, à proximité de la place Benoît-Crépu, son ouverture sur le quai rappelant l'existence jusqu'au XIXe siècle du Port Sablet, et de la place Bertras. Elle occupe l'ancien emplacement de la commanderie des chevaliers de l'ordre de Saint-Jean de Jérusalem.

## Histoire

### Moyen Âge
Le premier édifice ecclésial sur le site de l'église saint-Georges actuel est fondé par Sacerdos au VIe siècle. Il y fonde un lieu de culte sous le vocable de Sainte Eulalie et, non loin au sud, un monastère de religieuses lié à l'église. 
L'église semble abimée par les vagues sarrasines du VIIIe siècle. Elle est restaurée par Leidrade autour des années 800. L'église est alors dédiée à saint Georges. Les fouilles permettent d'estimer que l'église actuelle se situe à l'emplacement des églises primitives.

La commanderie des Hospitaliers de Saint-Jean de Jérusalem à Lyon avec l'église St-Georges à droite

Aux XIe ou XIIe siècle, l'église est entourée par le cimetière de la paroisse de Saint-Georges, sur les faces nord, ouest et sud[réf. nécessaire].
Les chevaliers de l'ordre de Saint-Jean de Jérusalem arrivent à Lyon au début du XIIIe siècle et s'installent en 1315 dans l'ancien monastère attenant à l'église. Celle-ci reste une église paroissiale mais est rattachée à la commanderie.

### Renaissance
À la fin du XVe siècle, l'église est restaurée. En 1492, l'hôtel de la commanderie est construit non loin par Humbert de Beauvoir et il en profite pour remettre en état l'église Saint-Georges. Il fait refaire l'extrémité du chœur et embellit l'ensemble du bâtiment. Il fait apposer ses armes dans l'église : écartelé d'or et de gueules, ainsi que celles de l'ordre.

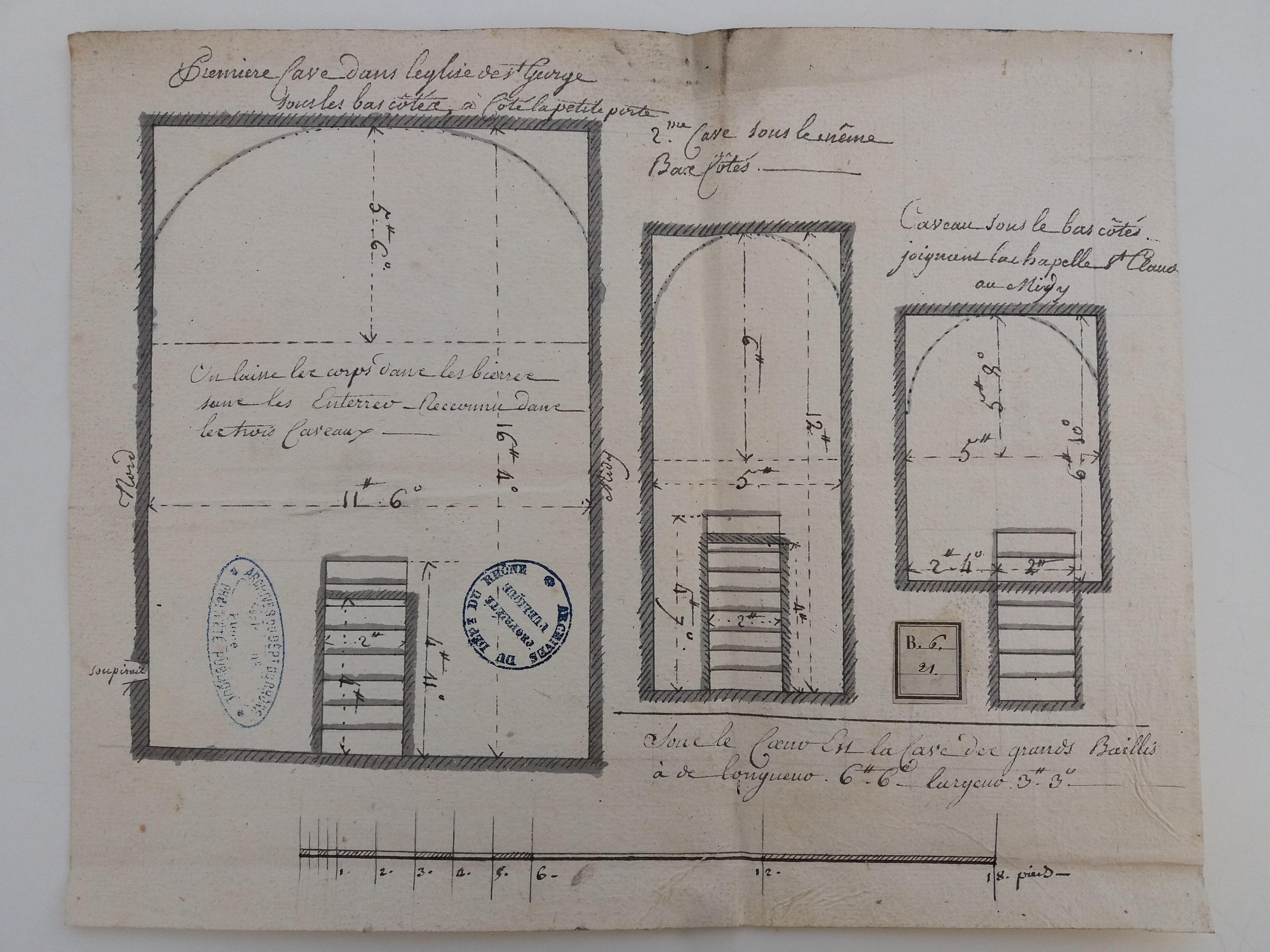
Plan des caves et caveaux en 1778

### Histoire contemporaine

#### Reconstruction
En 1792, les églises sont fermées et les prêtres non jureurs pourchassés, par décision du maire de Lyon, Louis Vitet : non entretenue, l’église Saint Georges se détériore rapidement. Le 30 avril 1796, le clocher s’effondre en partie.
Décrétée bien national, la Commanderie est occupée par divers locataires, avant d’être vendue, en 1807. Un incendie survient en 1854 et l’immeuble est détruit en 1857 ; en 1884, un groupe scolaire est édifié à sa place.
L'église est reconstruite à partir de 1842.

#### Célébration du rite lyonnais
Désaffectée entre la fin des années 1970 et 1989, la paroisse est confiée par le cardinal Albert Decourtray à la Fraternité sacerdotale Saint-Pierre (FSSP)[réf. nécessaire]. La Fraternité célèbre la messe dans le rite lyonnais, en application du motu proprio Ecclesia Dei de 1988.
La paroisse redevient diocésaine en octobre 2006[réf. nécessaire], désormais desservie par d’anciens prêtres de la fraternité Saint-Pierre ayant rejoint l'archidiocèse.
Le 25 août 2007, le cardinal Barbarin signe l'incardination de trois des cinq prêtres desservant cette église. Le 31 août 2007, à la suite des travaux de réfection de l'extérieur de l'église et des places attenantes, l'inauguration de l'église a lieu en présence du cardinal Barbarin et du sénateur-maire de Lyon Gérard Collomb.

## Galerie d'illustrations

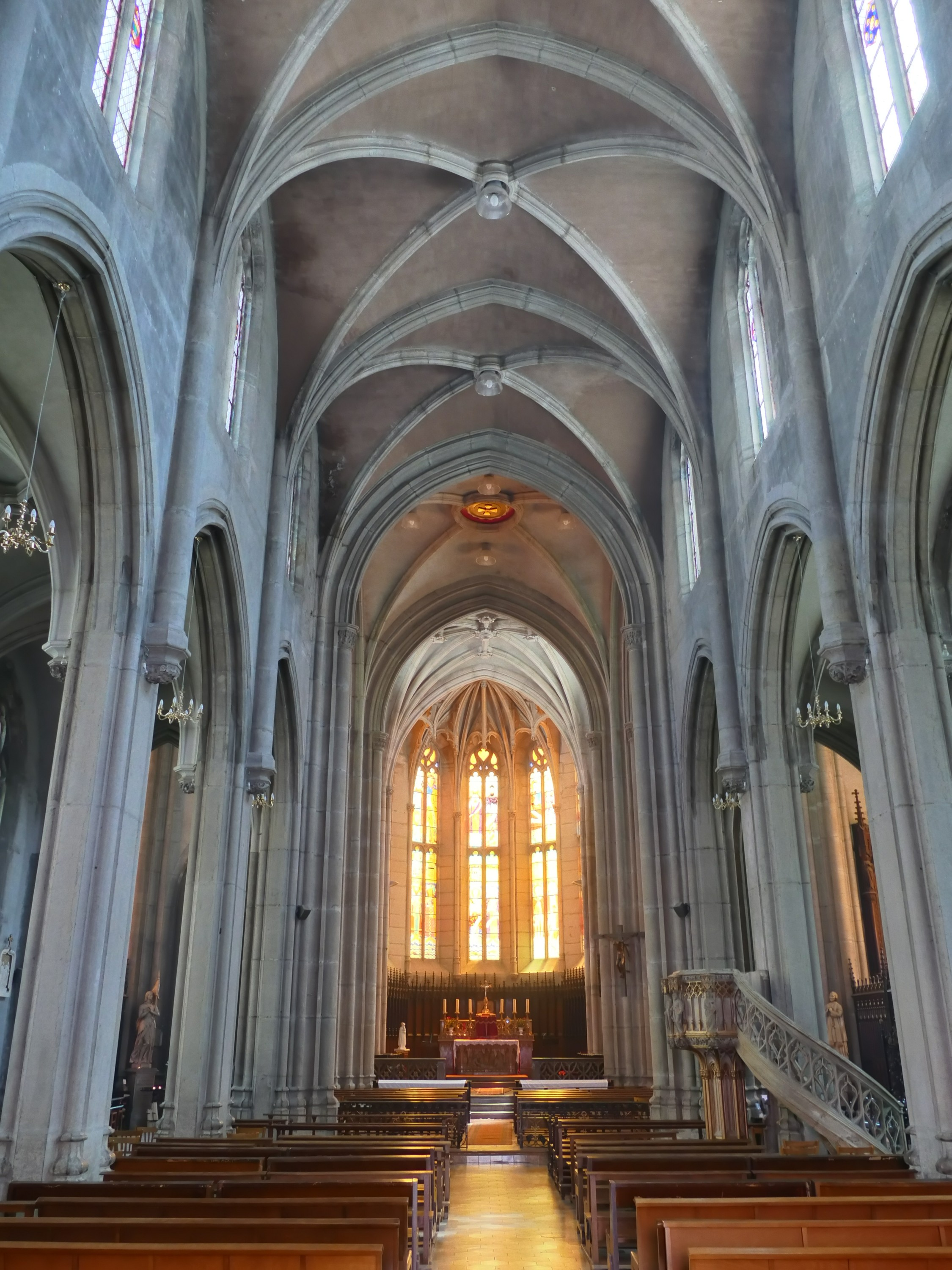
La nef et le chœur.
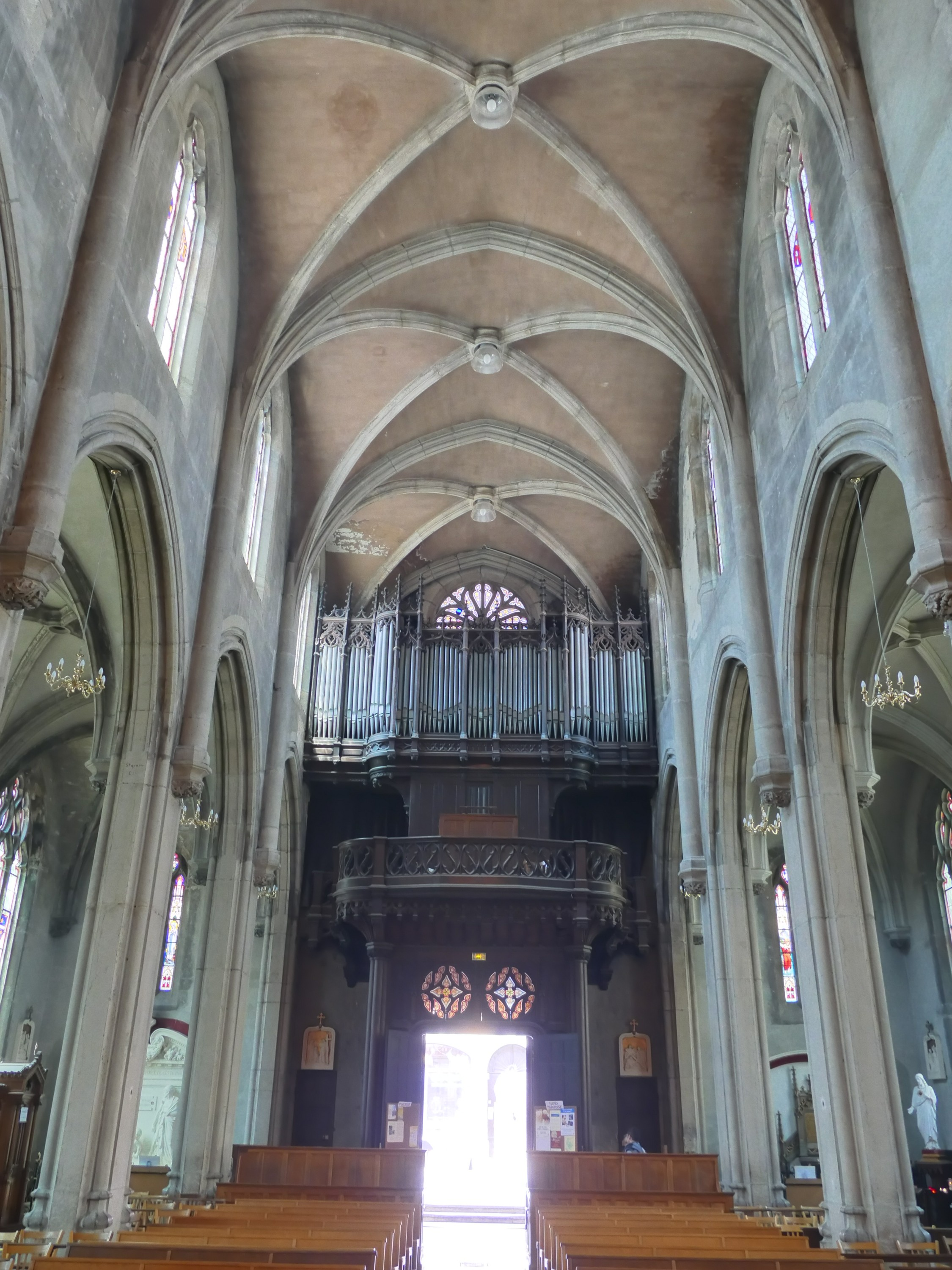
La nef et l'orgue.
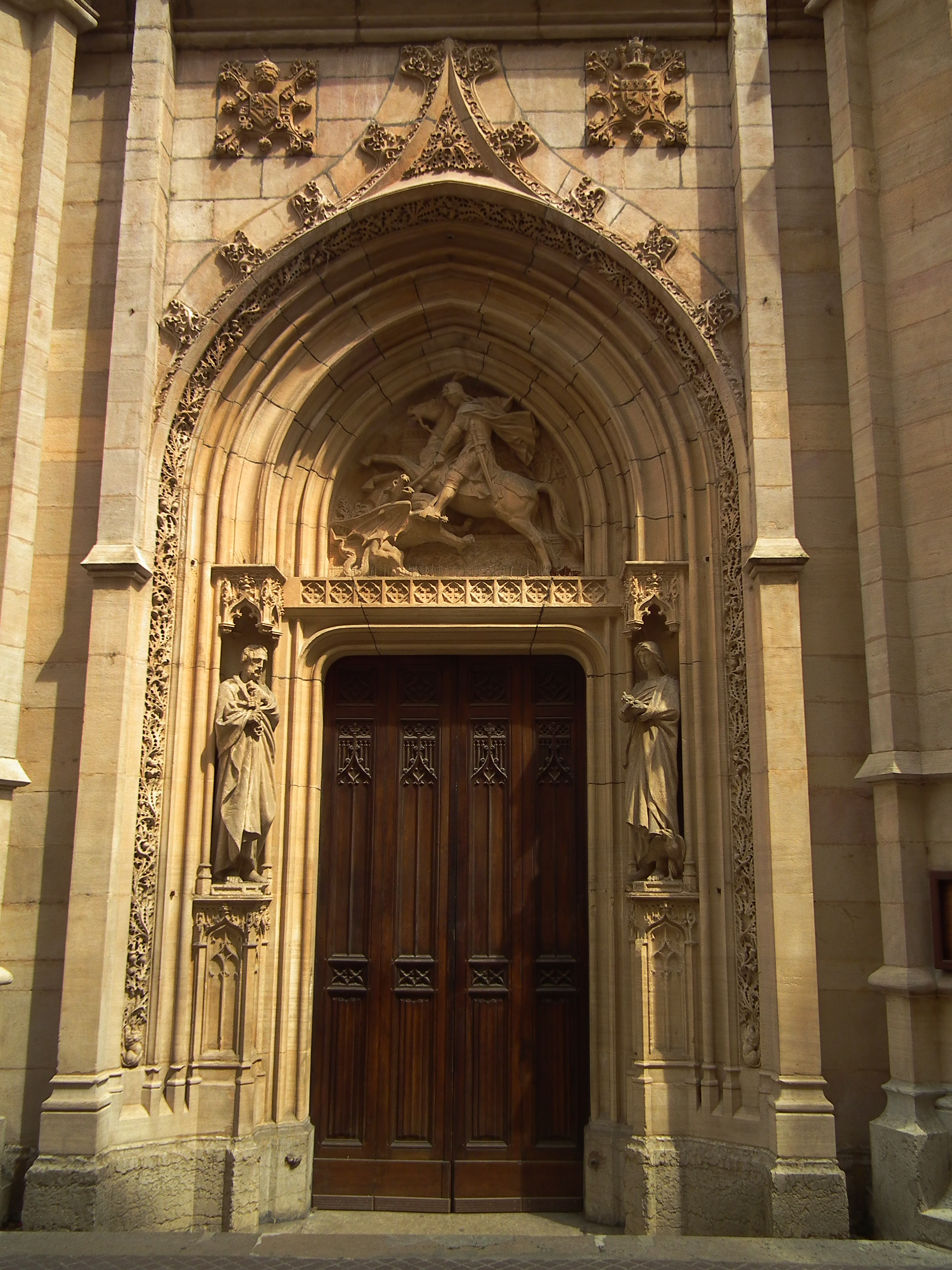
La porte principale.
Le fronton représentant saint Georges.
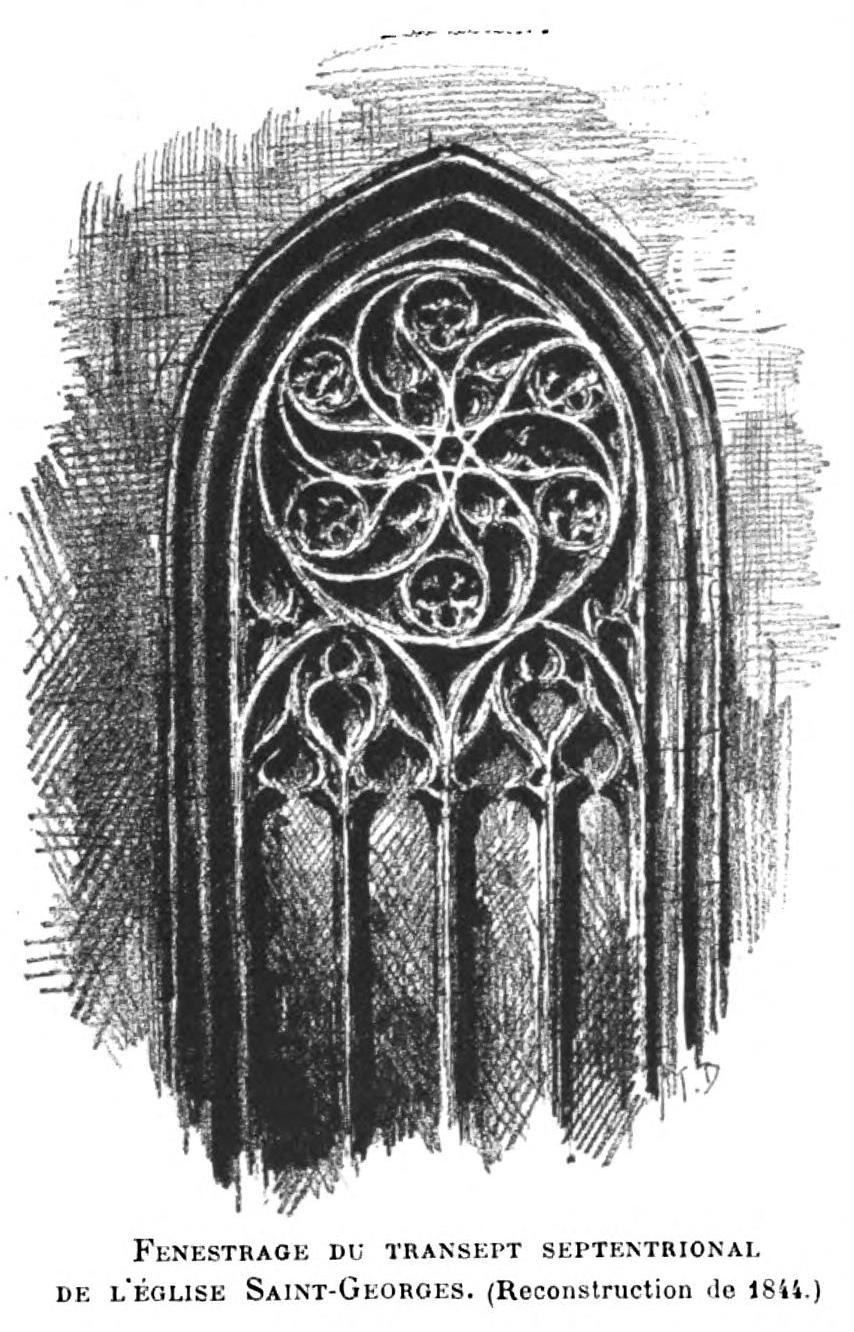
Fenestrage du transept septentrional de l'église Saint-Georges, reconstruit en 1844, dessiné par J. Drevet pour le Lyon de nos Pères d'E. Vingtrinier, édition 1901

## Note et références

### Note
1. ↑  Pierre Bossan est aussi l'auteur des plans de la basilique de Fourvière.